# Албанія на зимових Олімпійських іграх 2018
Албанія на зимових Олімпійських іграх 2018, що проходили з 9 по 25 лютого 2018 у Пхьончхані (Південна Корея), була представлена 2 спортсменами в одному виді — гірськолижний спорт. Прапороносцем на церемоніях відкриття і закриття Олімпійських ігор була Суела Мегіллі.
Албанія вчетверте взяла участь у зимових Олімпійських іграх. Албанські спортсмени не завоювали жодної медалі.

## Спортсмени
| Вид спорту          | Чоловіки | Жінки | Всього |
| ------------------- | -------- | ----- | ------ |
| Гірськолижний спорт | 1        | 1     | 2      |
| Усього              | 1        | 1     | 2      |

## Гірськолижний спорт
| Спортсмен     | Змагання                     | Заїзд 1       | Заїзд 1       | Заїзд 2       | Заїзд 2       | Загалом       | Загалом       |
| Спортсмен     | Змагання                     | Час           | Місце         | Час           | Місце         | Час           | Місце         |
| ------------- | ---------------------------- | ------------- | ------------- | ------------- | ------------- | ------------- | ------------- |
| Ерйон Тола    | слалом, чоловіки             | 58.00         | 45            | 59.06         | 35            | 1:57.06       | 36            |
| Ерйон Тола    | гігантський слалом, чоловіки | 1:16.86       | 54            | 1:16.77       | 49            | 2:33.63       | 47            |
| Суела Мегіллі | слалом, жінки                | не фінішувала | не фінішувала | не фінішувала | не фінішувала | не фінішувала | не фінішувала |
| Суела Мегіллі | гігантський слалом, жінки    | 1:24.67       | 60            | 1:21.90       | 54            | 2:46.57       | 53            |